# 辽西满洲龟
辽西满洲龟（学名：Manchurochelys liaoxiensis）是1995年在中国辽宁省北票地区发现的一种满洲龟化石。大约生活在1亿5000万年－1亿4500万年的晚侏罗纪－早白垩纪时期。